# Formação Kirtland
A Formação Kirtland (originalmente Kirtland Shale) é uma formação geológica sedimentar. Sua origem veio de lamas aluviais e depósitos de areia de muitos canais que drenam a planície costeira que existia no litoral interior da América do Norte, no final do período Cretáceo. Ele recobre a Formação Fruitland. É encontrado na Bacia de San Juan nos estados do Novo México e Colorado, nos Estados Unidos.

## Descrição
A formação foi batizada por C.M. Bauer em 1916 para exposições perto dos Correios de Kirtland. A base da Formação Kirtland e sua subunidade mais baixa, o membro Hunter Wash, foi datada de 75,02 ± 0,13 Ma. Juntamente com a parte superior da Formação Fruitland subjacente, contém fósseis que representam a fauna local de Hunter Wash. A fronteira entre o membro Hunter Wash e o membro Farmington sobrejacente data de aproximadamente 74 milhões de anos atrás. O topo do membro Farmington e o fundo do membro De-na-zin sobrejacente foram datados radiometricamente em 73,83 ± 0,18 Ma atrás. O topo do membro De-na-zin, que contém a fauna local de Willow Wash, foi datado de 73,49 ± 0,25 Ma atrás.
Acima do membro De-na-zin está uma unidade chamada membro Naashoibito. Isso tem sido frequentemente considerado parte da formação de Kirtland, mas mais recentemente foi transferido de volta para a Formação Ojo Alamo, da qual originalmente fazia parte.

### Estratigrafia

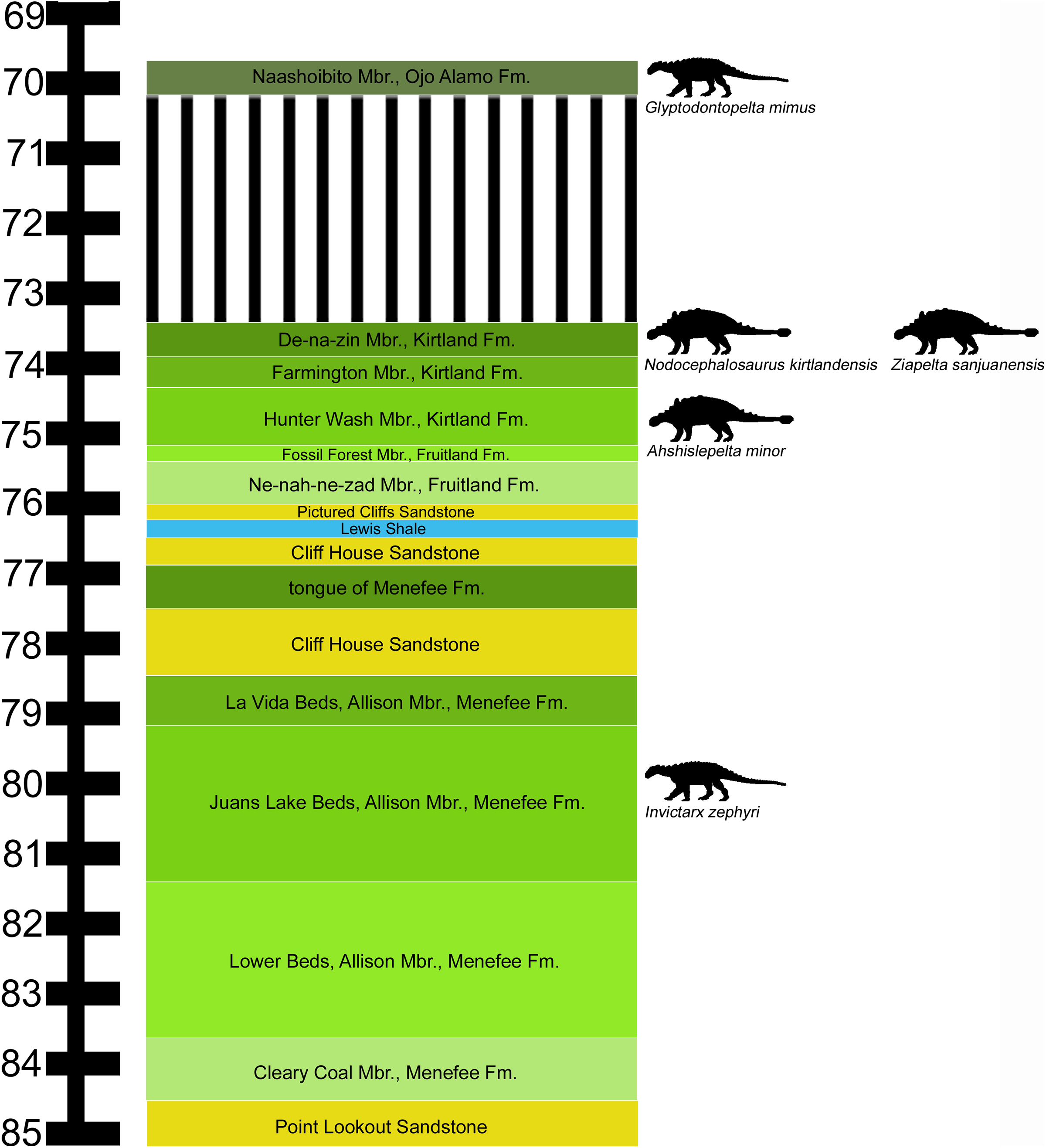
Estratigrafia do Cretáceo Superior da Bacia de San Juan

## Conteúdo fóssil
| Chave de cores \| Taxon \| Táxon reclassificado \| Táxon falsamente relatado como presente \| Táxon duvidoso ou sinônimo júnior \| Ichnotáxon \| Ootaxa \| Morfotáxon \| |                      | Notas Táxons incertos ou provisórios estão em texto pequeno; táxons riscados estão desacreditados. |                                   |            |        |            |
| Taxon | Táxon reclassificado | Táxon falsamente relatado como presente                                                            | Táxon duvidoso ou sinônimo júnior | Ichnotáxon | Ootaxa | Morfotáxon |

### Paleofauna de vertebrados

#### Saurisquíos
| Saurísquios da Formação Kirtland | Saurísquios da Formação Kirtland | Saurísquios da Formação Kirtland | Saurísquios da Formação Kirtland | Saurísquios da Formação Kirtland                                                                                          | Saurísquios da Formação Kirtland |  |
| Gênero                           | Espécies                         | Membro                           | Material | Notas | Imagens                          |  |
| -------------------------------- | -------------------------------- | -------------------------------- | --- | --- | -------------------------------- |  |
| Alamosaurus                      | A. sanjuanensis                  |                                  | | Espécimes realmente do membro Naashoibito da Formação Ojo Alamo                                                           |                                  |  |
| Aublysodon                       | A. mirandus                      | - Hunter Wash                    | | Restos são agora referidos como Bistahieversor, embora estes restos possam possivelmente ter vindo da Formação Fruitland. |                                  |  |
| Bistahieversor                   | B. sealeyi                       | - Hunter Wash                    | Um crânio articulado e esqueleto pós-craniano não descrito de um indivíduo adulto, e um crânio incompleto e esqueleto pós-craniano de um indivíduo jovem. | Um tirannosauróide de Eutyrannosauria também conhecido da Formação Fruitland.                                             |                                  |  |
| Daspletosaurus                   | Indeterminado                    | - Hunter Wash                    | | Restos são agora referidos como Bistahieversor, embora estes restos possam possivelmente ter vindo da Formação Fruitland. |                                  |  |
| Dromaeosauridae                  | Indeterminado                    |                                  | Numerosos dentes isolados. | Restos de Dromaeosauídeo indeterminado.                                                                                   |                                  |  |
| Ornithomimidae                   | Indeterminado                    | - De-na-zin                      | Uma extremidade distal de uma falange e [dois] ungueais manuais parciais.                                                                                 | Restos de um ornithomimídeo indeterminado.                                                                                |                                  |  |
| Saurornitholestes                | S. sullivani                     | - De-na-zin                      | Um frontal quase completo. | Um dromaeossaurídeo saurornitholestino, táxon irmão de Saurornitholestes langstoni.                                       |                                  |  |
| "Saurornitholestes"              | "S." robustus                    | - De-na-zin                      | Um frontal quase completo. | Originalmente atribuído a Saurornitholestes, na verdade um troodontídeo.                                                  |                                  |  |
| cf. Struthiomimus                | cf. S. altus                     |                                  | Um centro de uma vértebra dorsal, porção distal de um metatarso e falange proximal.                                                                       | Restos indeterminados que podem pertencer a Struthiomimus altus.                                                          |                                  |  |
| Tyrannosauridae                  | Indeterminado                    |                                  | Um esqueleto parcial, dentário, metatarso e numerosos dentes.                                                                                             | Material tiranossaurídeo indeterminado.                                                                                   |                                  |  |

#### Ornitísquios
| Ornitísquios da Formação Kirtland | Ornitísquios da Formação Kirtland | Ornitísquios da Formação Kirtland | Ornitísquios da Formação Kirtland | Ornitísquios da Formação Kirtland | Ornitísquios da Formação Kirtland | Ornitísquios da Formação Kirtland |
| Gênero                            | Espécies                          | Membro                            | Material | Notas | Imagens                           |                                   |
| --------------------------------- | --------------------------------- | --------------------------------- | --- | --- | --------------------------------- | --------------------------------- |
| Ahshislepelta                     | A. minor                          | - Hunter Wash                     | Cintura parcial, escapulocoracoides, úmero, porção proximal do rádio, vértebras cervicais e/ou dorsais, osteodermos torácicos completos e fragmentários e outros fragmentos pós-cranianos não identificáveis.                                                             | Um anquilossaurídeo de parte do Membro Hunter Wash. |                                   |                                   |
| Anasazisaurus                     | A. horneri                        | - De-Na-Zin                       | Um crânio incompleto consistindo de pré-maxilar, nasal, maxilar, lacrimal, jugal, pré-frontal, pós-orbital, escamoso, frontal, parietal e fragmento do dentário com dentes.                                                                                               | Um hadrossaurídeo kritossaurino do Membro De-Na-Zin. |                                   |                                   |
| Bisticeratops                     | B. froeseorum                     | - Farmington                      | Um crânio quase completo. | Um Ceratopsídeo casmossauríneo , originalmente identificado como um espécime de Pentaceratops.                                                               |                                   |                                   |
| Kritosaurus                       | K. navajovius                     | - De-na-zin                       | [Dois] crânios incompletos, um atlas, áxis e vértebras cervicais. | Um hadrossaurídeo kritosaurino também conhecido da Formação Cerro del Pueblo do México.                                                                      |                                   |                                   |
| Naashoibitosaurus                 | N.ostromi                         | - De-na-zin                       | Um crânio sem a pré-maxila e a mandíbula, um úmero parcial, vértebras cervicais e vértebras dorsais. | A kritosaurin hadrosaurid, distinct from Kritosaurus. |                                   |                                   |
| Nodocephalosaurus                 | N. kirtlandensis                  | - De-na-zin                       | Um crânio parcial. | Um anquilossaurídeo que tem ornamentação craniana semelhante a Akainacephalus, um ankylossauriano da Formação Kaiparowits.                                   |                                   |                                   |
| Parasaurolophus                   | P. tubicen                        | - De-na-zin                       | [Dois] crânios incompletos e fragmentados. | Um hadrossaurídeo lambeossaurino conhecido a partir de restos cranianos parciais.                                                                            |                                   |                                   |
| Pentaceratops                     | P. fenestratus                    | - De-na-zin Member                | Um crânio esmagado, mas quase completo, mandíbula, vértebras cervicais, vértebras dorsais, vértebras sacrais, vértebras caudais, chevrons, escápulas, coracoides, rádios, ulnas, ísquios, ílios, púbis, fêmures, tíbias, astrágalos, falanges manuais e ungueais manuais. | Um sinônimo júnior de Pentaceratops sternbergii, as características diagnósticas da espécie eram patologias.                                                 |                                   |                                   |
| Pentaceratops                     | P. sternbergi                     | - De-na-zin                       | Um crânio esmagado, mas quase completo, mandíbula, vértebras cervicais, vértebras dorsais, vértebras sacrais, vértebras caudais, chevrons, escápulas, coracoides, rádios, ulnas, ísquios, ílios, púbis, fêmures, tíbias, astrágalos, falanges manuais e ungueais manuais. | Um ceratopsídeo casmossauríneo também conhecido da Formação Fruitland.                                                                                       |                                   |                                   |
| Sphaerotholus                     | S. goodwini                       | - De-na-zin                       | Um crânio parcial sem os elementos faciais e palatinos. | Um paquicefalossaurídeo também conhecido da Hell Creek e Formação Horseshoe Canyon.                                                                          |                                   |                                   |
| Stegoceras                        | S. novomexicanum                  | - Hunter Wash                     | Um parietal incompleto. | Um pachycephalosauridae basal também conhecido da Formação Fruitland superior.                                                                               |                                   |                                   |
| Terminocavus                      | T. sealeyi                        | - Hunter Wash                     | Fragmentos parietal, escamoso parcial, jugal, epijugal, quadratojugal parcial, sacro parcial e vertebral. | Um ceratopsídeo casmossauríneo que foi hipotetizado para formar uma série anagenética com várias outras espécies de chasmossauros, incluindo Navajoceratops. |                                   |                                   |
| Navajoceratops                    | N. sullivani                      | - Hunter Wash                     | Um parietal, fragmentos escamosos, fusão jugal\epijugal e outros fragmentos cranianos não identificados. | Um ceratopsídeo casmossauríneo que foi hipotetizado para formar uma série anagenética com várias outras espécies de chasmossauros, incluindo Terminocavus.   |                                   |                                   |
| Titanoceratops                    | T. ouranos                        |                                   | Crânio parcial, sin vértebras cervicais, vértebras cervicais, vértebras dorsais, vértebras sacrais, vértebras caudais, costelas, úmeros, rádio, fêmur, tíbia, fíbula, ílio, ísquios e tendões ossificados.                                                                | Possivelmente representa um sinônimo júnior de Pentaceratops, o holótipo pode possivelmente ter vindo da Formação Fruitland.                                 |                                   |                                   |
| Ziapelta                          | Z. sanjuanensis                   | - Hunter Wash - De-na-zin         | Um crânio completo, [dois] primeiros meios anéis cervicais, segundo meio anel cervical fragmentário e numerosos osteodermos fragmentados. | Um ankylossaurídeo intimamente relacionado com Scolosaurus.                                                                                                  |                                   |                                   |

#### Pterossauros
| Pterossauros da Formação Kirtland | Pterossauros da Formação Kirtland | Pterossauros da Formação Kirtland | Pterossauros da Formação Kirtland | Pterossauros da Formação Kirtland   | Pterossauros da Formação Kirtland                                                |         |
| Gênero                            | Espécies                          | Local                             | Membro                            | Abundância                          | Notas                                                                            | Imagens |
| --------------------------------- | --------------------------------- | --------------------------------- | --------------------------------- | ----------------------------------- | -------------------------------------------------------------------------------- | ------- |
| Navajodactylus                    | N. boerei                         |                                   | - Membro Hunter Wash              | Fragmento parcial de falange e ulna | Um possível pterossauro azhdarquídeo conhecido a partir de restos fragmentários. |         |

#### Crurotarsis
| Crurotarsis da Formação Kirtland | Crurotarsis da Formação Kirtland | Crurotarsis da Formação Kirtland | Crurotarsis da Formação Kirtland | Crurotarsis da Formação Kirtland | Crurotarsis da Formação Kirtland      | Crurotarsis da Formação Kirtland |
| Gênero                           | Espécies                         | Local                            | Membro                           | Abundância                       | Notas                                 | Imagens                          |
| -------------------------------- | -------------------------------- | -------------------------------- | -------------------------------- | -------------------------------- | ------------------------------------- | -------------------------------- |
| Brachychampsa                    | B. montana                       |                                  | - De-na-zin                      |                                  | Membro da fauna local de Willow Wash. |                                  |
| Denazinosuchus                   | D. kirtlandicus                  |                                  | - De-na-zin                      |                                  | Membro da fauna local de Willow Wash. |                                  |
| Leidyosuchus                     | Indeterminado                    |                                  | - De-na-zin                      |                                  | Membro da fauna local de Willow Wash. |                                  |

#### Tartarugas
| Tartarugas da Formação Kirtland | Tartarugas da Formação Kirtland | Tartarugas da Formação Kirtland | Tartarugas da Formação Kirtland | Tartarugas da Formação Kirtland | Tartarugas da Formação Kirtland       |         |
| Gênero                          | Espécies                        | Local                           | Membro                          | Abundância                      | Notas                                 | Imagens |
| ------------------------------- | ------------------------------- | ------------------------------- | ------------------------------- | ------------------------------- | ------------------------------------- | ------- |
| Basilemys                       | B. nobilis                      |                                 | - De-na-zin                     |                                 | Membro da fauna local de Willow Wash. |         |
| Denazinemys                     | D. nodosa                       |                                 | - De-na-zin                     |                                 | Membro da fauna local de Willow Wash. |         |
| Neurankylus                     | N. baueri                       |                                 | - De-na-zin                     |                                 | Membro da fauna local de Willow Wash. |         |
| Plastomenus                     | P. robustus                     |                                 | - De-na-zin                     |                                 | Membro da fauna local de Willow Wash. |         |
| Thescelus                       | T. hemispherica                 |                                 | - De-na-zin                     |                                 | Membro da fauna local de Willow Wash. |         |

#### Peixes ósseos
| Peixes ósseos da Formação Kirtland | Peixes ósseos da Formação Kirtland | Peixes ósseos da Formação Kirtland | Peixes ósseos da Formação Kirtland | Peixes ósseos da Formação Kirtland | Peixes ósseos da Formação Kirtland    | Peixes ósseos da Formação Kirtland |
| Gênero                             | Espécies                           | Local                              | Membro                             | Abundância                         | Notas                                 |                                    |
| ---------------------------------- | ---------------------------------- | ---------------------------------- | ---------------------------------- | ---------------------------------- | ------------------------------------- | ---------------------------------- |
| Melvius                            | M. chauliodous                     |                                    | - De-na-zin                        |                                    | Membro da fauna local de Willow Wash. |                                    |

#### Peixes cartilaginosos
| Peixes cartilaginosos da Formação Kirtland | Peixes cartilaginosos da Formação Kirtland | Peixes cartilaginosos da Formação Kirtland | Peixes cartilaginosos da Formação Kirtland | Peixes cartilaginosos da Formação Kirtland | Peixes cartilaginosos da Formação Kirtland | Peixes cartilaginosos da Formação Kirtland |
| Gênero                                     | Espécies                                   | Local                                      | Membro                                     | Abundância                                 | Notas                                      |                                            |
| ------------------------------------------ | ------------------------------------------ | ------------------------------------------ | ------------------------------------------ | ------------------------------------------ | ------------------------------------------ | ------------------------------------------ |
| Myledaphus                                 | M. bipartitus                              |                                            | - De-na-zin                                |                                            | Membro da fauna local de Willow Wash.      |                                            |